# Pseudozyma prolifica
Pseudozyma prolifica är en svampart som beskrevs av Bandoni 1985. Pseudozyma prolifica ingår i släktet Pseudozyma och familjen Ustilaginaceae.   Inga underarter finns listade i Catalogue of Life.